# Wacław Nycz

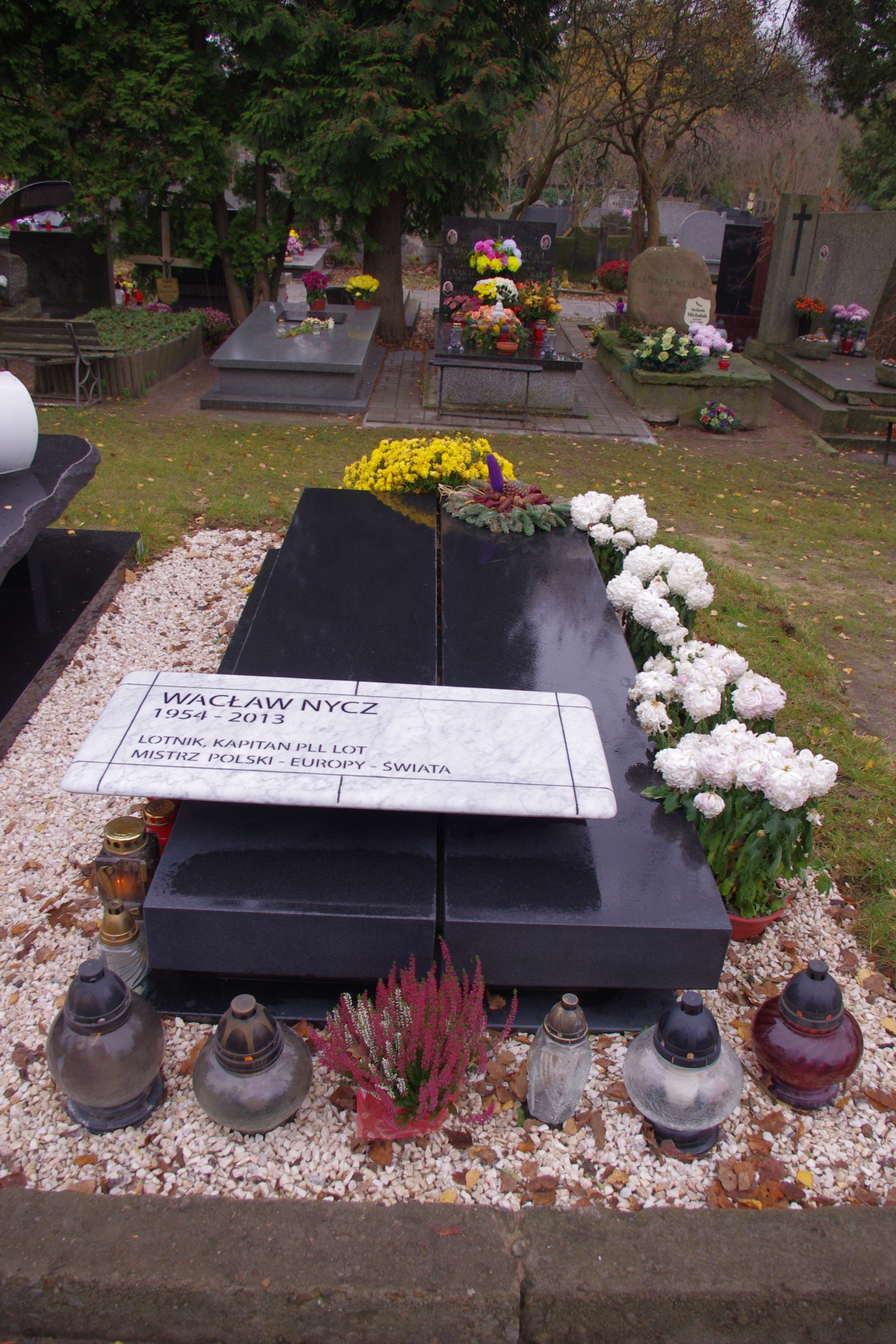
Grób pilota sportowego Wacława Nycza

Wacław Nycz (ur. 19 kwietnia 1954 w Łańcucie, zm. 17 kwietnia 2013 w Warszawie) – polski pilot samolotowy sportowy i lotnictwa komunikacyjnego, mistrz świata i Europy w lataniu precyzyjnym.

## Życiorys
Pochodził z Soniny. Zawodnik Aeroklubu Rzeszowskiego, wielokrotny medalista mistrzostw świata: 3-krotnie złoty (1985, 1987, 1992) i brązowy (1994) indywidualnie oraz Europy w samolotowym lataniu precyzyjnym: 2-krotnie złoty (1988, 1991) indywidualnie oraz wielokrotnie drużynowo. Indywidualny wicemistrz świata z 1988 roku (razem z Marianem Wieczorkiem oraz brązowy medalista z 1986 roku (także z M. Wieczorkiem) w lataniu rajdowym, drużynowy mistrz świata w lataniu rajdowym (1988).
W 1985 otrzymał złoty Medal za Wybitne Osiągnięcia Sportowe. Został zwycięzcą plebiscytu na najpopularniejszego sportowca Polski południowo-wschodniej, organizowanego przez dziennik „Nowiny”, za rok 1985, za rok 1986, za rok 1987, za rok 1988. W lipcu 1986 wyróżniony wpisem do „Księgi zasłużonych dla województwa rzeszowskiego”.
W 1989 roku był kandydatem PZPR na posła Sejmu X kadencji. Starając się w Rzeszowie o mandat nr 321 przegrał w drugiej turze wyborów. Pracował jako pilot cywilny w PLL LOT.
Zginął 17 kwietnia 2013 roku w wypadku samochodowym w Warszawie. Pogrzeb Wacława Nycza odbył się 25 kwietnia 2013 w Katedrze polowej Wojska Polskiego w Warszawie, pochowany został na Cmentarzu Wojskowym na Powązkach (kwatera GIII-tuje-18).
14 czerwca 2015 roku Zespół Szkół w Soninie przyjął imię kpt. Wacława Nycza.
4 grudnia 2018 roku Rada Miasta Rzeszowa podjęła uchwałę o nadaniu jednej z ulic imienia Wacława Nycza. Nazwa ulicy obowiązuje od 1 stycznia 2019 roku.